# Ovando Turquía
Ovando Turquía är en ort i Mexiko.   Den ligger i kommunen Escuintla och delstaten Chiapas, i den sydöstra delen av landet, 800 km sydost om huvudstaden Mexico City. Ovando Turquía ligger 174 meter över havet och antalet invånare är 367.
Terrängen runt Ovando Turquía är varierad. Runt Ovando Turquía är det ganska tätbefolkat, med 90 invånare per kvadratkilometer. Närmaste större samhälle är Acacoyahua, 4,8 km väster om Ovando Turquía. I omgivningarna runt Ovando Turquía växer i huvudsak städsegrön lövskog.